# Mohria marginalis
Mohria marginalis là một loài dương xỉ trong họ Anemiaceae. Loài này được Sav. J.P.Roux mô tả khoa học đầu tiên.
Danh pháp khoa học của loài này chưa được làm sáng tỏ. 